# Climbing the Matterhorn
Climbing the Matterhorn (dt. Die Besteigung des Matterhorns) ist ein US-amerikanischer Dokumentar-Kurzfilm von 1947, bei dem Irving Allen sowohl Regie führte als auch die Produktion innehatte.

## Handlung
Der Film zeigt den beschwerlichen und nicht ungefährlichen Aufstieg auf das Matterhorn, das mit 4478 Metern Höhe einer der höchsten Berge der Alpen ist. 

## Produktion und Hintergrund

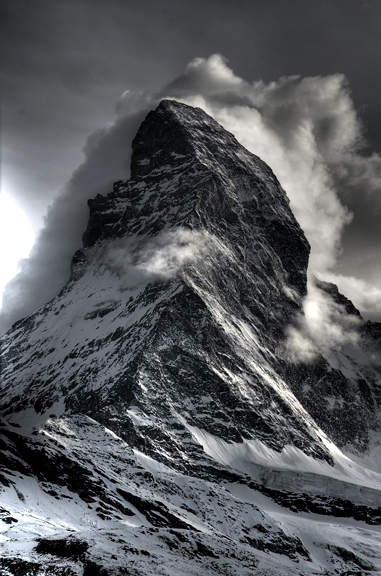
Matterhorn

Die Filmaufnahmen entstanden bereits 1946 in der Schweiz. Climbing the Matterhorn hatte am 30. Mai 1947 Premiere.
Irving drehte 1946 zusammen mit Richard Angst das Bergsteigerdrama High Conquest, in dem ein amerikanischer Bergsteiger (Warren Douglas) von seiner Angst vor dem Matterhorn beherrscht wird, da sein Vater bei einem Aufstieg ums Leben kam. Obwohl er sich erst weigert, Teil einer Rettungsmannschaft zu werden, besinnt er sich dann durch besondere Umstände anders und steigt mit auf.
Nach einem Bericht der New York Times entstand während der Entstehung des Films High Conquest zusätzliches Material für eine kurze Dokumentation, die dann unter dem Titel Climbing the Matterhorn 1947 veröffentlicht wurde.

## Auszeichnungen
Irving gewann auf der Oscarverleihung 1948 den Oscar in der Kategorie „Bester Kurzfilm“ (2 Filmrollen).